# Willi Piecyk
Wilhelm Ernst „Willi“ Piecyk (* 11. August 1948 in München; † 1. August 2008 in Großhansdorf) war ein deutscher Politiker (SPD). Er war seit 2004 verkehrspolitischer Sprecher der SPE-Fraktion im Europaparlament und von 1980 bis 1982 Bundesvorsitzender der Jusos sowie von 1991 bis 1999 Landesvorsitzender der SPD in Schleswig-Holstein.

## Leben und Beruf
Nach der Mittleren Reife trat Piecyk 1966 in den Polizeidienst ein und war bis 1968 als Polizeibeamter tätig. Anschließend besuchte er ein Abendgymnasium, wo er 1972 das Abitur bestand. Von 1972 bis 1979 absolvierte er ein Studium der Erziehungswissenschaft und der Politischen Wissenschaft an der Universität Hamburg, welches er mit dem Ersten Staatsexamen für das Lehramt an Volks- und Realschulen und als Diplom-Politologe beendete.
Danach arbeitete Piecyk von 1979 bis 1992 in der Erwachsenenbildung als Studienleiter an der Gustav Heinemann Bildungsstätte in Malente.
Willi Piecyk starb knapp zwei Wochen vor seinem 60. Geburtstag nach einem längeren Krebsleiden.

## Partei
Seit 1972 war er Mitglied der SPD. Er engagierte sich zunächst bei den Jungsozialisten in Pinneberg, deren Landesvorstand in Schleswig-Holstein er von 1974 bis 1978, zuletzt als stellvertretender Landesvorsitzender, angehörte. Von 1980 bis 1982 war er Bundesvorsitzender der Jusos.
Von 1984 bis 1986 war Piecyk Vorsitzender des SPD-Kreisverbandes Stormarn. Von 1985 bis 1991 war er zunächst stellvertretender Vorsitzender und anschließend von 1991 bis 1999 Vorsitzender des SPD-Landesverbandes Schleswig-Holstein.

## Abgeordneter
Von 1992 bis zu seinem Tode war Piecyk Mitglied des Europäischen Parlaments. Dort war er von 1994 bis 1999 Vizepräsident der Delegation für die Beziehungen zu Estland, von 1995 bis 2003 stellvertretender Vorsitzender der Gruppe der SPD-Abgeordneten und von 2003 bis 2004 Vizepräsident des nichtständigen Ausschusses für die „Verbesserung der Sicherheit auf See“ (MARE). Ab 2004 war Piecyk verkehrspolitischer Sprecher der SPE-Fraktion. Für die Wahlen zum Europaparlament im Jahre 2009 sollte er wieder eine Spitzenposition auf der Liste der  SPE einnehmen.

## Mitgliedschaften
- Arbeiterwohlfahrt
- Europa-Union
- Gewerkschaft Erziehung und Wissenschaft
- Gustav Heinemann-Initiative

## Schriften
- Mit Reinhard Schultz: Aktionen für den Frieden. Bonn 1980.
- Mit Ditmar Gatzmaga: Karl-Heinz Hansen. Dokumente eines Konflikts. Lamuv, Bornheim-Merten 1981.
- Als Hg: Schleswig-Holstein in Europa. Europa in Schleswig-Holstein. Kiel 1996.
- Mit Bernd Lange und Ulrich Stockmann, als Hg. für die SPD-Abgeordneten im Europäischen Parlament.   Verkehr und Umwelt. Strategien für ein nachhaltiges Verkehrssystem in Europa. Redaktion Nils Danklefsen, Verlag der SPD Abgeordneten im Europäischen Parlament, Berlin 2002.

## Ehrungen
Ab 2011 schreibt der SPD-Landesverband Schleswig-Holstein einen Preis auf seinen Namen aus, der alle zwei Jahre für Ideen des „gemeinsamen europäischen Zusammenwirkens“ im Jugendbereich vergeben wird. In der Gustav Heinemann Bildungsstätte in Malente wurde ein Tagungsraum nach ihm benannt.

## Weblink
- Willi Piecyk in der Abgeordneten-Datenbank des Europäischen Parlaments

| Personendaten    | Personendaten                              |
| ---------------- | ------------------------------------------ |
| NAME             | Piecyk, Willi                              |
| ALTERNATIVNAMEN  | Piecyk, Ernst Wilhelm (vollständiger Name) |
| KURZBESCHREIBUNG | deutscher Politiker (SPD), MdEP            |
| GEBURTSDATUM     | 11. August 1948                            |
| GEBURTSORT       | München                                    |
| STERBEDATUM      | 1. August 2008                             |
| STERBEORT        | Großhansdorf                               |